# اسدی (قزوین)
اسدی، روستایی از توابع بخش کوهین شهرستان قزوین در استان قزوین ایران است. آنها از کرمانشاه در زمان نادرشاه 
افشار به دلیل شورش ترک زبان ها فرستاده شدند برای مهار شورش علیه حکومت وقت ‌و آنها آنجا ماندگار شدند و در حال حاضر به چند روستا تبدیل شدند که یکی از آنها روستای اسدی است که در ناحیه کوهین قرار دارد.که زبان آنها بعضی ها اعتقاد دارند که کردی است و بعضی ها هم می گویند که لک زبان هستند .روستای اسدی در تمامی فصل ها زیبایی های منحصر به فردی دارد اما در فصل بهار در این روستا تکه ای از بهشت را خواهید دید.مردم این روستا در سال های پیش در روستای قدیمی (قشلاق) که با روستای فعلی حدود ۵ یا ۶ کیلومتر فاصله دارد زندگی می‌کردند اما به دلیل وقوع زلزله آنها خانه های خود را در زمین هایی که در اطراف روستا داشتند (روستای فعلی) ساختند و زندگی خود را از نو شروع کردند.روست اي اس دي غ ياثوند يكي از روستا ه اي زيبا استان قزوين است كه در ٥٠ كيلومتري غرب اين شهر واقع شده و داراي معادن سرشار، اراض ي غني، مناظرديدني است. اين روستا در ميان سلسله كوه هاي البرز مرك زي و در جنوب غربي كوه مراد تپه واقع شده است. در اين روستا مانند هر روستاي ديگ ري دامداري وكشاور زي و باغداري دركنار ساير مشاغل رايج است .، روست اي اس دي غياثوند از توابع بخش كوهينِ شهرستان قزوين و جزء دهستان ايلات قاقازان غربي است و براساس سرشماري مركز آمار ا يران در سال ١٣٩٠جمعيت آن ٢٥ نفر ( ١١ خانوار) به صورت مقيم بوده است اين روستا هم اكنون داراي تعداد ١٠٠ خانوار مي باشد كه روند ساخت و ساز در اين روستا روز بهروز در حال افزا يش مي باشد. اين روستا با روستا هاي بكن دي و اسطلك و روست اي قديم خود يعني قشلاق(روستاي قديم اس دي) هم جوارمي باش د .اهالي اينروستا لك زبان بوده و همگي باهم فاميل مي باشند و از يازده گروه مطابق با شجره نامه تشكيل شده اند. اين روستا دار اي مناظر بكر مي باشد و دار اي هو ا ينسبتا سرد و همراه با بادهاي ملايم مي باشد. سرچ كانال روست اي اس دي غياثوند در سروش توسط گوگل امكان سرچ توسط گوگل فراهم شده است .روست اي قديم اسدي غ ياثوند (قشلاق) با بافت بسيار قديمي و معما ري ساده و مصالح طبيعي شامل چوب و سنگ و كاه گل، با قدمت بيش از ٣٠٠ سال در سالدهه ١٣٦٠ بر اثر سيل و عوامل طبيعي در معرض تخريب كامل قرار داشت. كه پس از آن، روستا در محل كنوني با مصالح جديد از نو بنا نهاده و در سال ١٣٦٧اولين واحده اي نوساز به بهره بردا ر ي رسيد.ييلاق روست اي اس دي غياثوند بنام گوراندشت نيز در فاصله حدود ١٠ كيلومتري در جهت شمال شرق و در مجاورت روستاه اي: "كربلاحسيني" و " آستين دربالا " واقع شده است و بخشي از مزارع كشاورزي اهالي را شامل مي شود.

## جمعیت
این روستا در دهستان ایلات قاقازان غربی قرار دارد و براساس سرشماری مرکز آمار ایران در سال ۱۳۹۰، جمعیت آن ۲۵ نفر (۱۱ خانوار) بوده است.